# 沈法兴
沈法興（？—621年），湖州武康人。隋末地方官员，隋末民变时称王。
父沈恪是南朝陳廣州刺史。沈法興任吳興郡守。大業十四年（618年），隋炀帝被宇文化及所杀。沈法兴以诛宇文化及为名，从东阳郡起兵。毗陵郡通守路道德率兵拒绝，沈法兴请求与连和，会盟时袭杀路道德，进据其城（今江蘇常州），自稱梁王，建都毗陵，改元延康。唐朝武德元年（618年），沈法興改臨海縣為海州。李子通征沈法興，法興遣部將蔣之起迎戰，李子通大破之，法興放棄毗陵，逃奔吳郡（今江蘇蘇州）。杜伏威使輔公祏以精卒數千人討李子通。李子通被杜伏威擊敗後，東走太湖，又組織武裝，襲擊吳郡的沈法興。法興大敗棄城，率左右數百人投靠吳郡的聞人遂安（聞人是複姓），闻人遂安派遣部將李孝辯前去迎接，法興途中後悔，預謀殺孝辯，在會稽被識破，孝辯發兵包圍之，法興走投無路，投江溺死，梁滅亡。《舊唐書·卷五十六》有傳。